# Троїцька церква (Мюнхен)
48°08′27″ пн. ш. 11°34′15″ сх. д. / 48.140806376071° пн. ш. 11.570796515262° сх. д.
Троїцька церква (нім. Dreifaltigkeitskirche) — римо-католицька вотивна церква в центрі міста Мюнхен (федеральна земля Баварія), на вулиці Пачеллістрасе (Pacellistraße); була збудована у 1711—1718 роках як монастирська церква ордену кармеліток.

## Історія та опис
Будівництво церкви Святої Трійці пов'язане з виконанням клятви, даної баварськими аристократами і городянами Мюнхена 1704 року: клятва була дана на основі пророцтва Марії Анни Ліндмайр — у надії на успішне закінчення Війни за іспанську спадщину. Основною рушійною силою і джерелом фінансування проєкту до 1714 року була імперська адміністрація, що керувала Баварією на той час (Kaiserliche Administration in Bayern). Перший камінь у фундамент храму, що будувався за проектом Джованні Антоніо Віскарді, було закладено 1711 року.
У тому ж році імператрицею Елеонорою Нойбурзькою у місті було засновано монастир кармеліток (Karmelitinnen), також присвячений Святій Трійці. Монастир був розпущений в 1802, під час секуляризації в Баварії. Монастирська церква стала першою церковною будівлею в Мюнхені, побудованою в стилі пізнього бароко. Зведення центральної будівлі з куполом і вхідного фасаду було продовжено вже після смерті Віскарді в 1713 — новим архітектором став Йоганн Георг Еттенхофер (Johann Georg Ettenhofer). Фігура Святого Михайла, розташована в ніші верхнього поверху, була створена Йозефом Фіхтлем (Josef Fichtl) у 1726 році.
Під час Другої світової війни Троїцька церква стала єдиним храмом у центрі Мюнхена, який не було зруйновано внаслідок бомбардувань. Дзвіниця, яка трохи постраждала від війни, була розташована північніше — в районі колишнього монастиря. Сама будівля колишнього монастиря кармеліток — триповерховий комплекс у стилі бароко, збудований Філіпом Якобом Кегльспергером за проектом Георга Шорна — сьогодні є домом архієпископа (Generalvikariat). У будівлі церкви можна побачити роботи цілої низки художників, включаючи Космаса Даміана Асама (Brüder Asam), Йозефа Руффіні (Joseph Ruffini), Андреаса Файстенбергера (Andreas Faistenberger) та Йоганна Баптіста Штрауба.